# Rodrigo Arias Sánchez

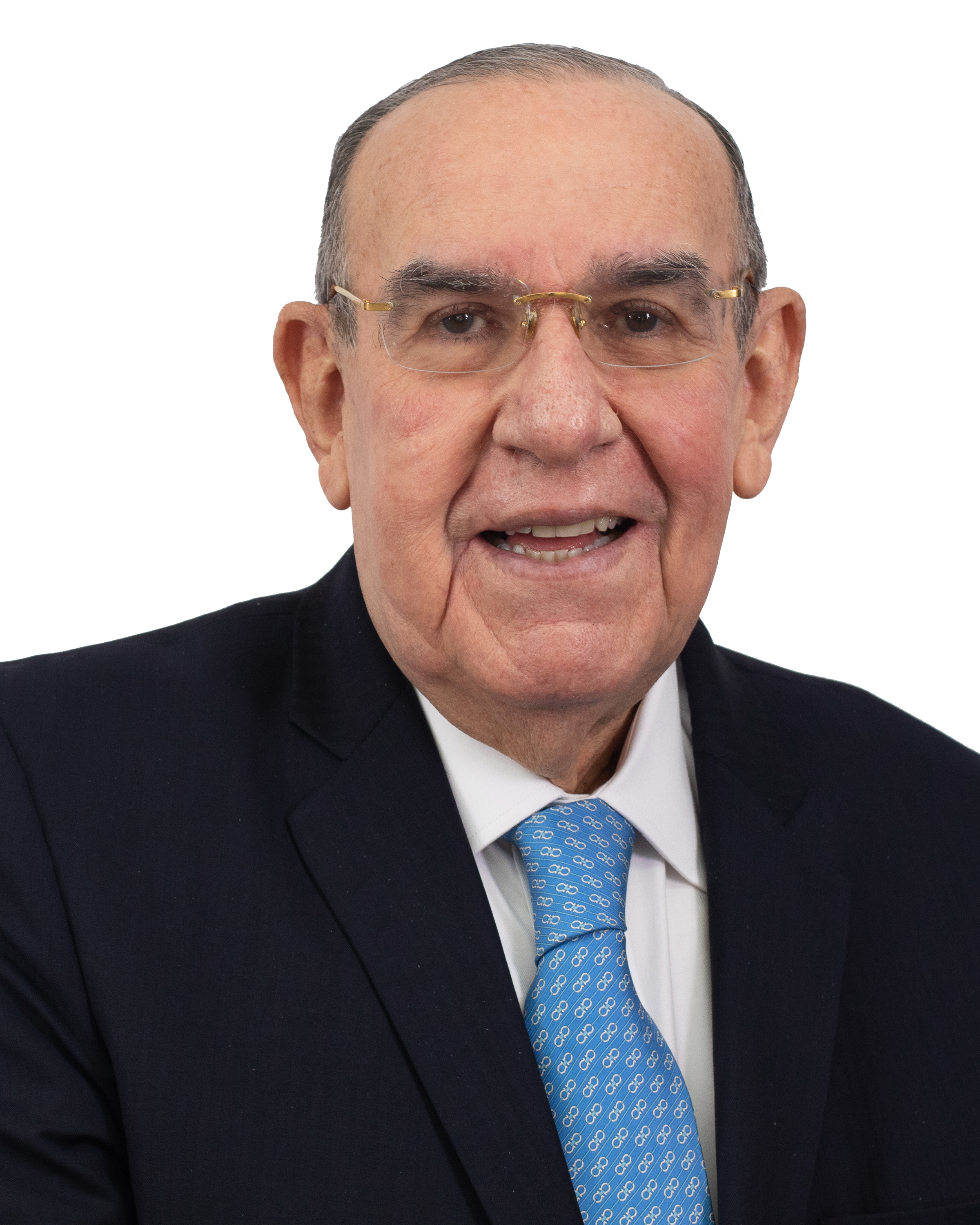
Rodrigo Arias Sánchez

Rodrigo Arias Sánchez (* 26. Juli 1946 in Heredia) ist ein Politiker der Partei der Nationalen Befreiung PLN (Partido Liberación Nacional) aus Costa Rica, der unter anderem während der Amtszeit seines älteren Bruders Óscar Arias Sánchez als Präsident von Costa Rica (1986 bis 1990 sowie 2006 bis 2010) jeweils Minister im Präsidialamt war und seit 2022 Präsident der Legislativversammlung ist.

## Leben

### Handelsrechtler, Wirtschaftsmanager und Bürgermeister

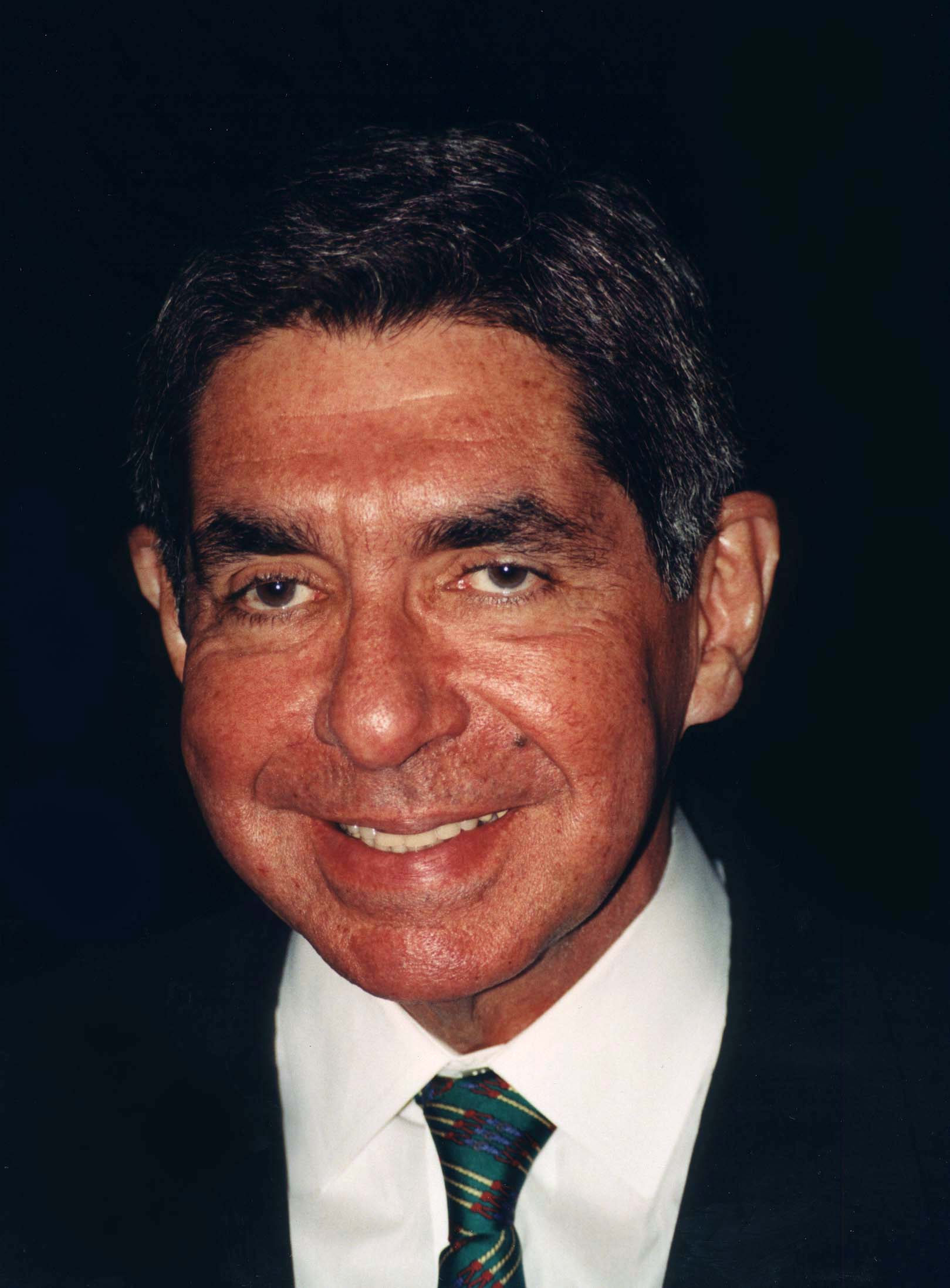
Während der Amtszeit seines älteren Bruders Óscar Arias Sánchez als Präsident von Costa Rica (1986 bis 1990 sowie 2006 bis 2010) fungierte Rodrigo Arias Sánchez jeweils als Minister im Präsidialamt.

Rodrigo Arias Sánchez, Sohn eines Plantagenbesitzers aus Heredia und jüngerer Bruder von Óscar Arias Sánchez, besuchte zunächst die Grundschule Escuela Cleto González in seiner Geburtsstadt und danach das Franziskanerkolleg Colegio San Francis. Nach seinem Schulabschluss begann er 1963 ein Studium der Rechtswissenschaften an der Universidad de Costa Rica (UCR) und beendete dieses 1969 mit einem Lizenziat (Licenciado en Derecho) mit der Arbeit Protección de las minorías en las sociedades anónimas, in der er sich mit dem Minderheitenschutz in Aktiengesellschaften beschäftigte. Ein darauf folgendes postgraduales Studium im Fach Handelsrecht an der University of Pennsylvania schloss er 1971 mit einem Master of Laws (LL. M. Commercial Law). Nach seiner Rückkehr übernahm er 1971 eine Professur für Handelsrecht an der Juristischen Fakultät der UCR und lehrte dort bis 1973. Er war zudem zwischen 1971 und 1985 nacheinander Rechtsberater, Direktor und zuletzt Vizepräsident der Nationalen Wertpapierbörse (Bolsa Nacional de Valores). Außerdem war er 1973 Direktor der Nationalen Kammer der Zuckerproduzenten (Cámara Nacional de Azucareros) und zwischen 1974 und 2006 Präsident des Unternehmens Ingenio Taboga S.A. y Asociadas.
Seine politische Laufbahn begann Arias Sánchez, der 1970 der Partei der Nationalen Befreiung PLN (Partido Liberación Nacional) beitrat, in der Kommunalpolitik und war vom 1. Mai 1974 bis zum 30. April 1978 Mitglied des Stadtrates (Consejo Municipal) von Heredia sowie zwischen dem 1. Mai 1975 und dem 30. April 1976 als Presidente del Concejo Municipal Bürgermeister seiner Geburtsstadt. Er war von 1980 und 2006 Präsident der Grupo La Lillyana, ein Unternehmen, welches neben Kaffeeplantagen auch Stadtentwicklung betreibt.

### Abgeordneter, Minister und Parlamentspräsident
Nachdem Rodrigo Arias Sánchez vom 1. zum 8. Mai 1986 für die PLN Mitglied der Legislativversammlung (Asamblea Legislativa de Costa Rica) war, war er nach dem Amtsantritt seines älteren Bruders Óscar Arias Sánchez als Präsident von Costa Rica vom 8. Mai 1986 bis zum 8. Mai 1990 erstmals Minister im Präsidialamt (Ministro de la Presidencia).
Nach seinem Ausscheiden aus der Regierung war zwischen 1991 und 2004 Geschäftsführender Direktor des Verwaltungsrates der Liga für Zuckerrohr-Landwirtschaft und Industrie (Liga Agrícola e Industrial de la Caña de Azúcar) sowie daneben von 1996 bis 2004 Präsident der Cámara Nacional de Azucareros sowie zwischen 1997 und 2003 Präsident der Bolsa Nacional de Valores. Er war ferner zwischen 1996 und 2006 Präsident der Fundación Arias Para La Paz y El Progreso Humano, eine von seinem Bruder, der 1987 den Friedensnobelpreis verliehen bekam, gegründete Stiftung für Frieden und menschlichen Fortschritt. 
Während der zweiten Amtszeit von Óscar Arias Sánchez als Staatspräsident übernahm er vom 8. Mai 2006 bis zum 8. Mai 2010 abermals das Amt als Minister im Präsidialamt. Danach war er zwischen 2010 und 2021 abermals Präsident der Grupo La Lillyana. Bei den Wahlen am 6. Februar 2022 wurde er für den Partido Liberación Nacional wiederum zum Mitglied der Legislativversammlung von Costa Rica gewählt und vertritt in dieser seither als Abgeordneter die Provinz San José. Im Parlament befasst er sich insbesondere mit der Haushaltslage des Landes, der Reaktivierung der Wirtschaft sowie der Schaffung von Arbeitsplätzen. Bei der konstituierenden Sitzung wurde er am 1. Mai 2022 zum Präsidenten der Legislativversammlung und damit zum Nachfolger von Silvia Hernández Sánchez gewählt, während Gloria Navas Montero Vizepräsidentin des Parlaments wurde.

## Weblink
- Rodrigo Arias Sánchez. Legislativversammlung von Costa Rica (spanisch).